# Шатли (Изер)
Шатли (фр. Châtelus) насеље је и општина у источној Француској у региону Рона-Алпи, у департману Изер која припада префектури Гренобл.
По подацима из 2011. године у општини је живело 86 становника, а густина насељености је износила 6,99 становника/km². Општина се простире на површини од 12,3 km². Налази се на средњој надморској висини од 480 метара (максималној 1.269 m, а минималној 229 m).

## Демографија
| 1962. | 1968. | 1975. | 1982. | 1990. | 1999. | 2011. |
| ----- | ----- | ----- | ----- | ----- | ----- | ----- |
| 135   | 144   | 95    | 70    | 84    | 94    | 86    |

График промене броја становника у току последњих година